# Stockholm Open 1981
Lo Stockholm Open 1981 è stato un torneo di tennis giocato sul cemento indoor. È stata la 13ª edizione dello Stockholm Open, del Volvo Grand Prix 1981. Il torneo si è giocato al Kungliga tennishallen di Stoccolma in Svezia, dal 2 all'8 novembre 1981.

## Campioni

### Singolare
Gene Mayer ha battuto in finale  Sandy Mayer con il punteggio di 6–4, 6–2

### Doppio
Kevin Curren /  Steve Denton hanno battuto in finale  Sherwood Stewart /  Ferdi Taygan con il punteggio di 6–7, 6–4, 6–0